# Arthur de La Borderie
Pour les articles homonymes, voir La Borderie.
Arthur Le Moyne de La Borderie (5 octobre 1827 à Vitré - 17 février 1901 à Vitré) est un historien français.
Considéré comme le père de l'historiographie bretonne, il a été aussi un homme politique, conseiller général, puis député d'Ille-et-Vilaine (circonscription de Vitré).

## Biographie
La Borderie est une terre située dans la commune d'Étrelles. Louis-Arthur Le Moyne de La Borderie est né le 5 octobre 1827 du mariage de François Jean Mathurin Le Moyne, issu d'une famille de riche bourgeoisie foncière de Vitré (la branche des Le Moyne de La Borderie, du nom d'une métairie qui existe toujours, a accumulé biens et terres pendant trois siècles, sans se soucier d'acquérir la noblesse) et de Suzanne Jeanne Pauline Hévin, fille de Julien Pierre Marie Hévin. Il a un frère aîné, Valdec, dit Waldeck (1823-1903), futur maire de Vitré et président du Conseil général d'Ille-et-Vilaine.
En 1858, il se marie à Marie-Philomène de La Bigne de Villeneuve, nièce de son confrère et de son ami M. Paul de la Bigne.

### L'historien

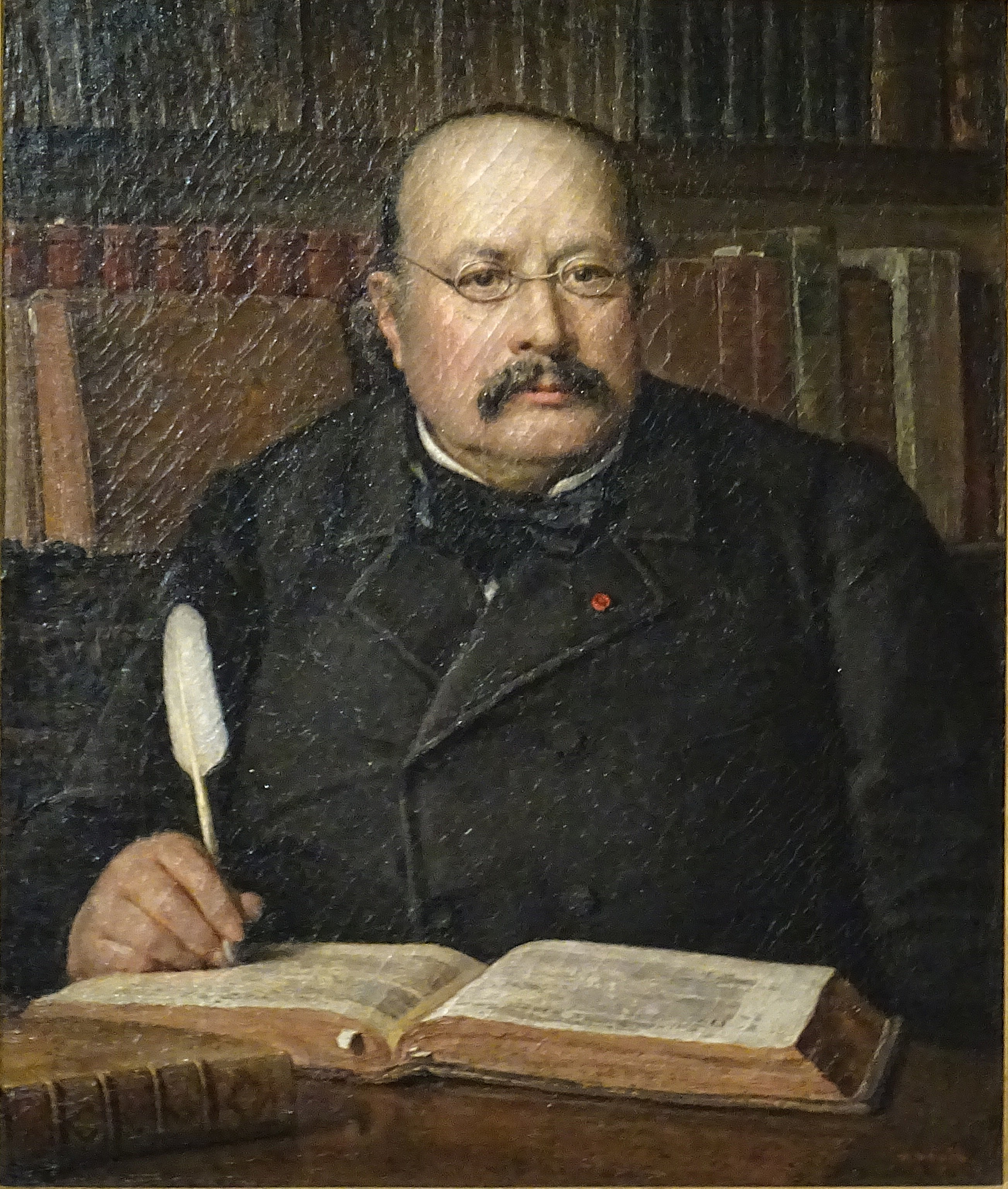
Raoul David : Arthur de La Borderie (1827-1901) (non daté, huile sur toile, Musée de Vitré).

Après des études de droit à l'université de Rennes, il entre à l’École des chartes. Il en sort premier en 1852 avec une thèse intitulée De la paroisse rurale en Bretagne au IXe siècle. Du prince de paroisse, machtyern ou princeps plebis et travaille de 1853 à 1859 aux Archives départementales de Nantes. Membre fondateur de la Société archéologique et historique d’Ille-et-Vilaine, dont il est le président de 1863 à 1890, ses travaux innombrables sur le passé lointain de la Bretagne le feront saluer comme historien de la Nation bretonne.
Monarchiste catholique, il met au jour et étudie de très nombreux documents anciens du Moyen Âge et des époques suivantes, mais semble le plus souvent vouloir gommer systématiquement l'influence franque et française sur les institutions bretonnes, ce qui lui vaut le surnom de « Lavisse breton ». Ses études sur l'hagiographie bretonne sont en « réalité le corpus d'Albert Le Grand revu et corrigé, mis au point par un chartiste qui tient Lobineau pour un modèle de critique historique ». Sans le savoir, il crée une version de l'Histoire de Bretagne qui sera utilisée par le mouvement breton qui éclot vers la fin de sa vie.
Il anime la recherche dans beaucoup de domaines et suscite par son influence et son exemple de nombreuses vocations. Il est le directeur de la revue historique Revue de Bretagne et de Vendée (publiée de 1857 à 1900) qu'il a fondée à l'âge de 30 ans.

### L'homme politique
Il est élu conseiller général d’Ille-et-Vilaine de 1864 à 1871 puis, la même année, député de Vitré, jusqu'en 1876. À ce titre, il est le rapporteur de la Commission d’enquête parlementaire rédigé en 1872 et publié en 1874 sur les actes du gouvernement de la défense nationale, en particulier sur le camp de Conlie où une cinquantaine de milliers de soldats bretons furent retenus et abandonnés dans des conditions inhumaines en 1871.
Il siège à droite comme catholique et monarchiste, ne manquant jamais l'occasion de critiquer les principes républicains. C'est pourquoi, en 1875, il vote contre l'amendement Wallon qui confirme la forme républicaine des institutions, mais ne prend pas part au vote sur les lois constitutionnelles qui s'ensuit.
Se présentant avec l'étiquette centre droit orléaniste, il se retire après le premier tour de scrutin en 1876, se sentant désavoué avec 46,02% des suffrages dans la circonscription de Vitré. Son concurrent légitimiste Olivier Le Gonidec de Traissan (30% au premier tour) est élu au ballotage contre un républicain (Léon-Adrien de Montluc).

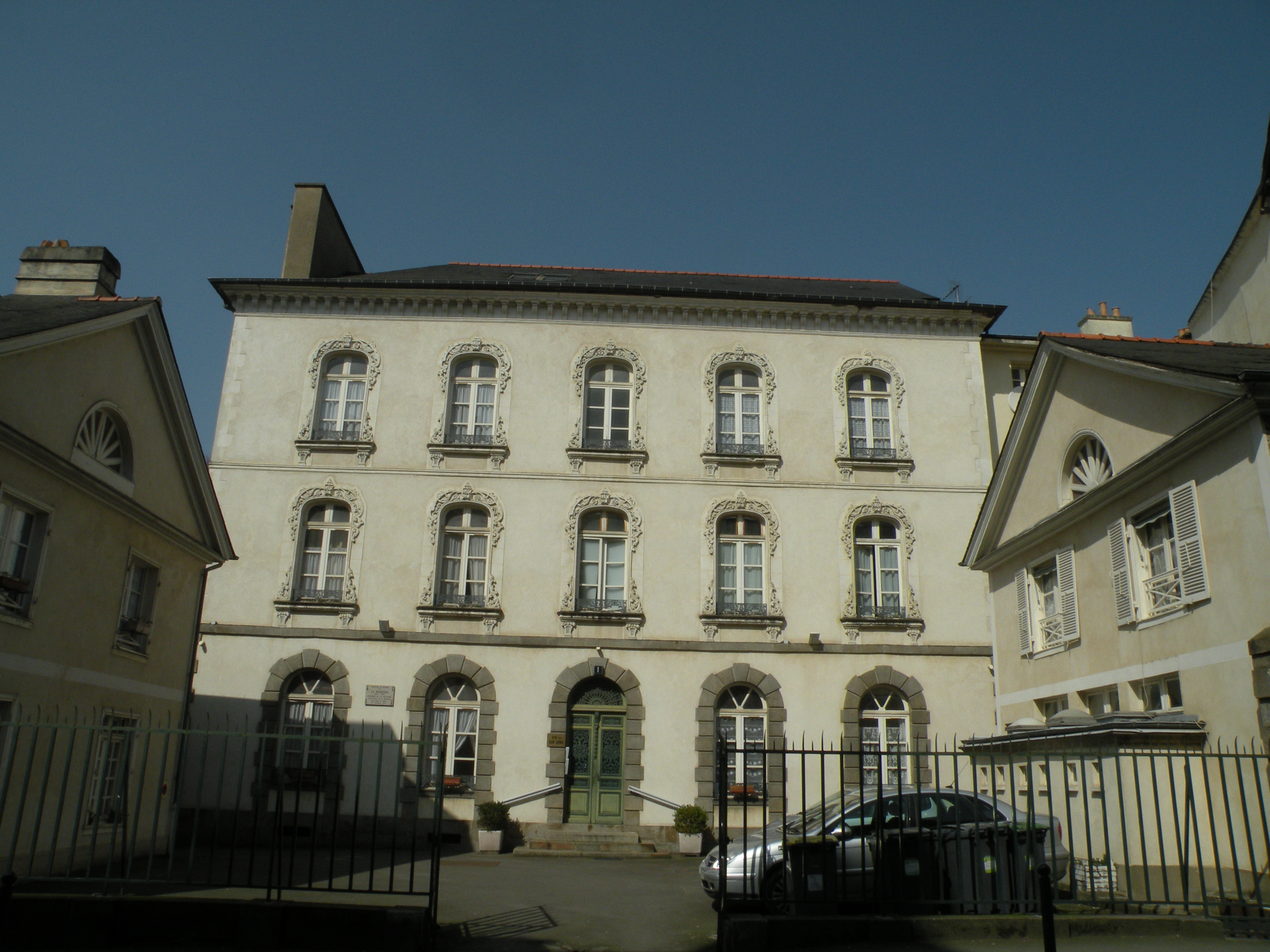
Rennes - hôtel de La Borderie (rue Saint-Louis).

En 1873, il reconstitue l'Association bretonne qui avait été dissoute par le gouvernement de Napoléon III en 1859 comme politiquement suspecte.

## Publications
- Louis De La Trémoille et la guerre de Bretagne en 1488, d’après des documents nouveaux et inédits, Champion, 1877.
- Correspondance historique des Bénédictins bretons et autres documents historiques associés. Relatifs à leurs travaux sur l’Histoire de Bretagne. Publiés avec notes et introductions par Arthur de la Borderie, Champion, 1880.
- Chronique De Jean De Saint-Paul Chambellan du Duc François II de Bretagne, Nantes, Société des bibliophiles bretons, 1881.
- Complot breton de MCCCCXCII [1492]. Documents inédits, publiés avec des notes et introduction par… Archives de Bretagne. II. Recueil d'actes, de chroniques et de documents rares et inédits, publié par la Société des Bibliophiles Bretons et de l'Histoire de Bretagne, 1884.
- La Révolte du Papier Timbré advenue en Bretagne en 1675, Prud’homme., Saint-Brieuc, 1884, réédité dans Les Bonnets Rouges, Union Générale d'Éditions (collection 10/18), Paris, 1975 (voir Révolte du papier timbré|Révolte des Bonnets Rouges).
- Recueil d'actes inédits des ducs et Princes de Bretagne. (XIe, XIIe & XIIIe siècles), Rennes, Imprimerie Ch. Catel, 1888.
- Cartulaire de l'abbaye Saint-Guénolé de Landévennec, avec notes et variantes, Imprimerie de Ch. Catel, 1888.
- Une illustration rennaise - Alexandre Duval, de l’Académie Française et son théâtre, H. Caillière, Rennes, 1893.
- Histoire Municipale de la ville de Tréguier - Documents inédits du XVIe et du XVIIe siècle, publiés avec notes et introduction. J. Plihon & L. Hervé, Rennes, 1894.
- Œuvres Nouvelles Des Forges Maillard, Nantes, Societe des Bibliophiles Bretons, 1888(avec René Kerviler).
- Jean Meschinot, sa vie et ses œuvres, ses satires contre Louis XI. Champion, 1896.
- Nouveau Recueil d'actes inédits des Ducs et Princes de Bretagne (XIIIe & XIVe siècles), Rennes, Prost, 1902.
- Histoire de Bretagne, Plihon, Honnay et Vatar, Rennes, 1905-1914 (6 vol.). Réédition Joseph Floch Imprimeur Éditeur à Mayenne, 1975.
- Histoire de Bretagne, Plihon, Honnay, impr. Vatar, Rennes, 1896-1914 (6 vol.). Volume 1, Volume 2, Volume 3, Volume 4, Volume 5, Volume 6 consultables sur la bibliothèque numérique de l'Université Rennes 2.
- Étude historique sur les neuf barons de Bretagne, Plihon et Hervé, Rennes, 1895. Consultable sur la bibliothèque numérique de l'Université Rennes 2
- La Bretagne aux derniers siècles du Moyen Age (1364-1491) : Résumé du cours d'histoire professé à la Faculté des Lettres de Rennes en 1892-1893 / Arthur de La Borderie, Plihon et Hervé, Rennes, 1893. Consultable sur la bibliothèque numérique de l'Université Rennes 2
- Saint Paterne, premier évêque de Vannes : sa légende, son histoire, Lafolye, Vannes, 1892. Consultable sur la bibliothèque numérique de l'Université Rennes 2

Une grande partie de sa bibliothèque se trouve aujourd’hui à la Bibliothèque de Rennes Métropole.

### Sources et bibliographie
- « Arthur de La Borderie », dans Adolphe Robert et Gaston Cougny, Dictionnaire des parlementaires français, Edgar Bourloton, 1889-1891 [détail de l’édition]
- Paul Gaschignard, « Voyage d'Arthur de La Borderie et de Charles de Keranflec'h dans le Poher en 1856 »
- Paul Gaschignard, « Arthur de La Borderie et sa filleule »
- Paul Gaschignard, « Arthur de La Borderie : une amitié nantaise » (2002)